# Шастина, Нина Павловна
Нина Павловна Шастина (19 декабря 1898, Иркутск — 1980, Москва) — советский учёный-монголовед, автор более 80 публикаций по истории и историографии Монголии.

## Биография
Н. П. Шастина родилась в семье П. Н. Шастина, иркутского врача, который положил начало династии врачей Шастиных. В 1923 году П. Н. Шастин приехал в Монголию, где проработал 14 лет. Дед Н. П. Шастиной, священник Н. И. Шастин также изучал монгольский язык; работал в Забайкалье; был настоятелем Свято-Троицкой церкви в Урге.
В 1921 году участвовала в коллективных сборниках группы «Барка поэтов» «Отчетный сборник стихов группы иркутских поэтов на 1921 год» (машинопись); в этом сборнике участвовали также С. А. Алякринский, А. И. Венедиктов, М. Н. Имрей-Горин, А. Д. Мейсельман, Н. М. Подгоричани, Е. И. Титов, И. К. Славнин, Н. Хабиас и др., и «Февральские капели» (наряду с А. И. Венедиктовым, М. Н. Имреем-Гориным, Е. И. Титовым)
В 1923 году Н. П. Шастина окончила педагогический факультет Иркутского государственного университета, где получила классическое гуманитарное образование, знала европейские языки. Она интересовалась египтологией и историей религии.
В 1924 году Н. П. Шастина приехала в Монголию, к отцу, и осталась там на 13 лет. Позднее она вспоминала: 

Путь был труден и долог. Из Иркутска до Урги мы с младшим братом добирались целых две недели. Первые впечатления от Урги было — XVII век. Из XX-го века прямо в XVII-ый. Глухие высокие заборы, кривые улочки, переулки, где царствуют собаки, монастыри и буддийские храмы оригинальной архитектуры— Семья Шастиных в Монголии. Голос России. Передача от 06.07.09
Дом врача Шастина был широко известен в Улан-Баторе и принимал всех известных путешественников и учёных, бывали в нём и известные монгольские учёные. Здесь Н. П. Шастина узнавала из первых рук о научных открытиях Ноин-Ульских курганов и исследовании Хара-хото. Н. П. Шастина поступила на работу в Учёный Комитет, изучала монгольский и тибетский языки, буддийские храмы, буддийскую философию и литературу Монголии, публиковала первые статьи.
В 1925—1926 годах в Монголии находилась экспедиция Н. К. Рериха. Интерес к монгольской культуре проявил Ю. Н. Рерих, изучавший монгольский язык и этнографию. Позднее было издано совместное исследование Н. П. Шастиной и Ю. Н. Рериха «Грамота царя Петра Первого к Лубсан-тайджи и её составитель».
С 1930 года она работала в Учёном Комитете Монголии, публиковала первые статьи, посвященные монгольскому театру, мистерии Цам, архитектуре монгольских храмов. С 1937 по 1942 год Н. П. Шастина жила и работала в Ленинграде и продолжала заниматься монголоведением.
В 1943—1945 годах Н. П. Шастина жила в Иркутске, работала преподавателем в Иркутском университете и готовила кандидатскую диссертацию «Первые сношения Московского государства с Алтын ханами Западной Монголии».
Много лет Н. П. Шастина преподавала историю Монголии в МГУ. В 1958 году в Москве была издана монография Шастиной «Русско-монгольские посольские отношения 17-го века». В ней на основе оригинальных архивных материалов был дан анализ посольств, которыми в XVII веке обменивались Российская империя и государства Северной Монголии.
Н. П. Шастина внесла значительный вклад в изучение и публикацию крупнейших памятников монгольской историографии — летописей и монгольских хроник. Наибольший интерес она проявляла и к исследованию истории монголоведных исследований, здесь она является первопроходцем и новатором.
Н. П. Шастина передала свой интерес к Монголии и монголоведным исследованиям студентке Е. М. Даревской, которая стала преемницей монголоведных исследований в Иркутске.

### Монографии
- Первые сношения Московского государства с Алтын-ханами Западной Монголии. 1950.
- Русско-монгольские посольские отношения 17-го века. 1958.

### Переводы
- Шара туджи. Монгольская летопись XVII века (сводный текст, пер., введ. и прим. Н. П. Шастиной), М.—Л., 1957.
- Лубсан Данзан. Алтан Тобчи. Серия «Памятники письменности Востока». Перевод с монгольского, введение, комментарий и приложения Н. П. Шастиной. Главная редакция восточной литературы издательства «Наука», 1973 г.

### Статьи
- Китайцы-иконописцы в Улан-Баторе \\ Mongolica-III. Из архивов отечественных монголоведов XIX — начала XX вв. / Отв. ред. С. Г. Кляшторный. Сост. и автор пред. И. В. Кульганек. СПб., 1994.
- Фрагменты статьи об аймачном храме «Орлуд» \\ Mongolica-III. Из архивов отечественных монголоведов XIX — начала XX вв. / Отв. ред. С. Г. Кляшторный. Сост. и автор пред. И. В. Кульганек. СПб., 1994.
- А. М. Позднеев (о нём) / Подготовка к печати, примечания А. Г. Сазыкина // Mongolica-VI. Посвящается 150-летию со дня рождения А. М. Позднеева. Составитель И. В. Кульганек. СПб.: «Петербургское востоковедение», 2003. С. 7-18.
- Монгольская литература. // Большая советская энциклопедия, М., 1956, с. 682—689